# Eugenia hondurensis
El guacuco (Eugenia hondurensis) es una especie de planta perteneciente a la familia de las mirtáceas. 

## Descripción
Generalmente son arbustos o árboles pequeños, con un tamaño de 2–7 m de alto; ramitas café-amarillentas o gris tomentosas. Hojas elípticas u obovadas, 4.8–11.5 (–15) cm de largo y (2–) 4.5–7 (–9) cm de ancho, ápice generalmente redondeado, algunas veces obtuso, base truncado-auriculada o redondeada, densamente tomentosas principalmente en el nervio central en el envés, algunas glabrescentes. Flores solitarias, pedicelos 1.5–3.5 cm de largo, densamente tomentosos, bractéolas endurecido-escariosas, caducas durante la antesis; hipanto campanulado, tomentoso; lobos del cáliz redondeados, 4–6 mm de largo, densamente tomentosos. Frutos elipsoide-obovoides o globosos, 15–25 mm de largo.

## Distribución y hábitat
Abundante en bosques caducifolios, bosques de galería y lugares alterados en las zonas norcentral y pacífica; a una altitud de 50–1000 metros, fl may–ago, fr ago–nov; en Honduras y Nicaragua. 

## Taxonomía
Eugenia hondurensis fue descrita por José Antonio Molina Rosito y publicado en Ceiba 1(4): 261. 1951.
Etimología
Eugenia: nombre genérico otorgado en honor del  Príncipe Eugenio de Saboya.
hondurensis: epíteto geográfico que alude a su localización en Honduras.
Sinonimia
- Eugenia crassifolia Ant.Molina
- Eugenia nicaraguensis Amshoff[3]